# Maggie Florman
Pour les articles homonymes, voir Florman.
Margareta Weylandt, dite « Maggie » et connue sous son nom d'épouse Maggie Florman, née le 31 mars 1898 à Stockholm et morte le 4 août 1980 dans la même ville, est une aviatrice suédoise.

## Biographie
Margareta Weylandt, de son nom complet Anna Ida Karolina Hedvig Emma Margareta Weylandt, naît le 31 mars 1898 à Stockholm. De 1918 à 1983, elle est mariée à Adrian Florman (sv) et est connue sous le nom de Maggie Florman (Maggie est le diminutif de Margareta).
Elle suit une formation de pilotage à l'école Aero Materials de Stockholm et obtient son brevet le 28 mars 1928, devenant ainsi la seconde suédoise officiellement pilote après Elsa Andersson.
Elle meurt le 4 août 1980 à la Paroisse Oscars (sv) de Stockholm et est enterrée dans le cimetière du Nord à l'extérieur de Stockholm.